# François Goldstein
François Goldstein est un pilote de karting belge, qui domine sa discipline durant la première moitié des années 1970 sur des engins de 100 cm3.

## Biographie
La carrière internationale du Belge François Goldstein débute véritablement en 1964, lors du premier Championnat du Monde officiellement reconnu par la Fédération Internationale de l'Automobile.
Remarqué dans son pays d'origine avec ses courses incisives, Goldstein a pris la décision de se rendre en Italie sur le circuit d'Oro, près de Rome.
Sur la route, il en profite pour s'arrêter aux usines de Tecno et Parilla pour s'équiper avec de nouveaux équipements. Une fois en piste, il a été surpris de se retrouver parmi les plus rapides. Il a même atteint la pole position, mais le jeune Goldstein manquait encore d'expérience. Il a dû céder à des adversaires plus incisifs et ne pouvait pas faire mieux que quatrième. Goldstein se souviendrait de la leçon, pour devenir encore plus fort au cours des années suivantes.Cependant, il a dû attendre 1969 pour son premier titre mondial, après avoir échoué de peu en 1967 contre Edgardo Rossi. À cette époque, le Championnat du Monde se disputait sur trois épreuves.
Au fil des années, Goldstein a pris conscience de l'importance du réglage du châssis, au point de devenir un développeur hors pair. « Lors d'essais avant une Compétition, François a toujours été le premier à prendre la piste à 8 heures du matin et c'est lui qui a terminé à 18 heures », a confirmé Franco Baroni, un ancien pilote avant de devenir l'un des grands motoristes des premières décennies de Histoire du karting. Même quand il a commencé à pleuvoir et que tout le monde est revenu aux stands, il a continué à s'entraîner. Il était infatigable, toujours prêt à essayer un nouveau châssis, comparer deux moteurs ou essayer d'améliorer les réglages de son carburateur.François Goldstein est devenu l'homme à battre et il l'a prouvé en dominant au début des années 70. Alors que la course suprême de Karting revenait à un format de Compétition unique, il remporta le Championnat du Monde en 1970 à Thiverval (France), puis réitéra l'exploit en 1971 à Turin (Italie) et en 1972 à Kalmar (Suède) pour ramener son nombre de titres consécutifs à quatre : un record qui tient toujours et qui ne risque pas d'être battu.Sur la piste, Goldstein était un vrai guerrier, qui ne reculait devant rien pour atteindre ses objectifs. « Le dynamisme et la détermination de Goldstein étaient impressionnants », poursuit Franco Baroni, « mais aussi son instinct de choisir le bon matos pour sa grande taille chaque année ».
Victime d'une crevaison lors de sa course à domicile, à Nivelles en 1973, le Belge a ensuite dû s'incliner devant Riccardo Patrese et Eddie Cheever en 1974 à Estoril (Portugal). Motivé, François Goldstein devra utiliser tout son talent et son expérience pour contrer le rapide Elio De Angelis au Castelet (France) en 1975.
Il termina également huitième des 24 Heures de Spa en 1973, avec son compatriote Claude de Wael, à bord de la Ford Capri de l'écurie Schoeters.
Il arrêta de courir à la fin de la saison 1975 après un cinquième succès mondial en karting, dont quatre acquis consécutivement. Il est le premier pilote quintuple vainqueur de la discipline, seul le pilote britannique Mike Wilson le surpassera avec six titres (trois consécutivement).
Ses deux fils, David et Olivier, pratiquèrent également le karting, David obtenant le titre de champion de Belgique. Le fils d'Olivier, Elie, débute en compétitions nationales à l'automne 2012 et remporte le championnat de Belgique X30 Cadet en 2015, à l'âge de 12 ans, le championnat d'Europe X30 junior à Castelletto à 14 ans et à nouveau le championnat de Belgique en 2020.

## Palmarès
Quintuple champion du monde de karting : 
- 1969, sur Robardie-Parilla (victoires dans les trois manches proposées, à Vevey, Hoddesdon et Villacoublay)[4] ;
- 1970, sur Robardie-Parilla (victoire à Thiverval, France, unique épreuve[5] avec 18 nations, et Keke Rosberg pour poleman)[6] ;
- 1971, sur Taifun-Parilla à pneus arrière extra-larges Goodyear (victoire à Turin, Italie, unique épreuve)[7] ;
- 1972, sur Taifun-Parilla (victoire à Kalmar, Suède, unique épreuve)[8] ;
- 1975, sur BM-BM (victoire au Castellet devant Elio De Angelis, en s'imposant dans les trois finales de l'unique épreuve)[9].

Également (podiums) :
- 1967 : vice-champion du monde[10] (trois manches : Vevey, Düsseldorf, et Monaco[11]) ;
- 1974 : troisième du championnat du monde, à Estoril[10].

Autres titres :
- 1969 : victoire dans toutes les manches du championnat d'Europe où il se présenta[4] ;
- 1970 : Champion d'Europe individuel, sur Robardie-Parilla[6] ;
- 1971 : Champion d'Europe individuel, sur Taifun-Parilla ;
- 1973 : victoire dans la deuxième finale du championnat du monde, et vice-champion d'Europe[12] ;
- 1974 : victoire au Challenge Alazard français (notamment en présence du Champion d'Europe junior 1973 Alain Prost)[13].